# David Hay (piłkarz)
David Hay (ur. 29 stycznia 1948, w Paisley, Wielka Brytania) – szkocki piłkarz grający na pozycji obrońcy, a potem trener.
Piłkarską karierę rozpoczął w klubie Celtic F.C. w 1966, brał udział w Pucharze Europy Mistrzów Krajowych w sezonie 1966/1967 z Celtikiem. Debiutował w szkockiej lidze w meczu przeciwko Aberdeen F.C., 6 marca 1968. W sumie w barwach Celtiku rozegrał 160 spotkań i strzelił 6 goli. Uczestniczył w mistrzostwach świata 1974. Następnie, po mistrzostwach, grał dla Chelsea. W 1979 doznał poważnej kontuzji kolana, która wykluczyła go z gry jako gracza. Miał również problemy z odklejoną siatkówką w prawym oku i pełnego wzroku już nie odzyskał. W reprezentacji Szkocji zagrał 27 razy.
W 1979 został trenerem piłkarzy klubu szkockiego Motherwell F.C., a zastąpił go dwa lata później Jock Wallace. Następnie był trenerem Celtic F.C. w 1983 – zastąpił Billyego McNeilla. Prowadząc celtycki klub sięgnął po Puchar Szkocji w 1985, i wygrał Scottish Premier League w 1986.
Później był trenerem Livingston F.C. w sezonie 2003/2004 i Dunfermline Athletic F.C.